# Včelince
Včelince (1948–1973 slowakisch „Včelínce“ – bis 1948 „Mehy“; ungarisch Méhi) ist eine Gemeinde in der Süd-Mitte der Slowakei mit 816 Einwohnern (Stand 31. Dezember 2024), die im Okres Rimavská Sobota, einem Kreis des Banskobystrický kraj, liegt und zur Landschaft Gemer gezählt wird.

## Geographie

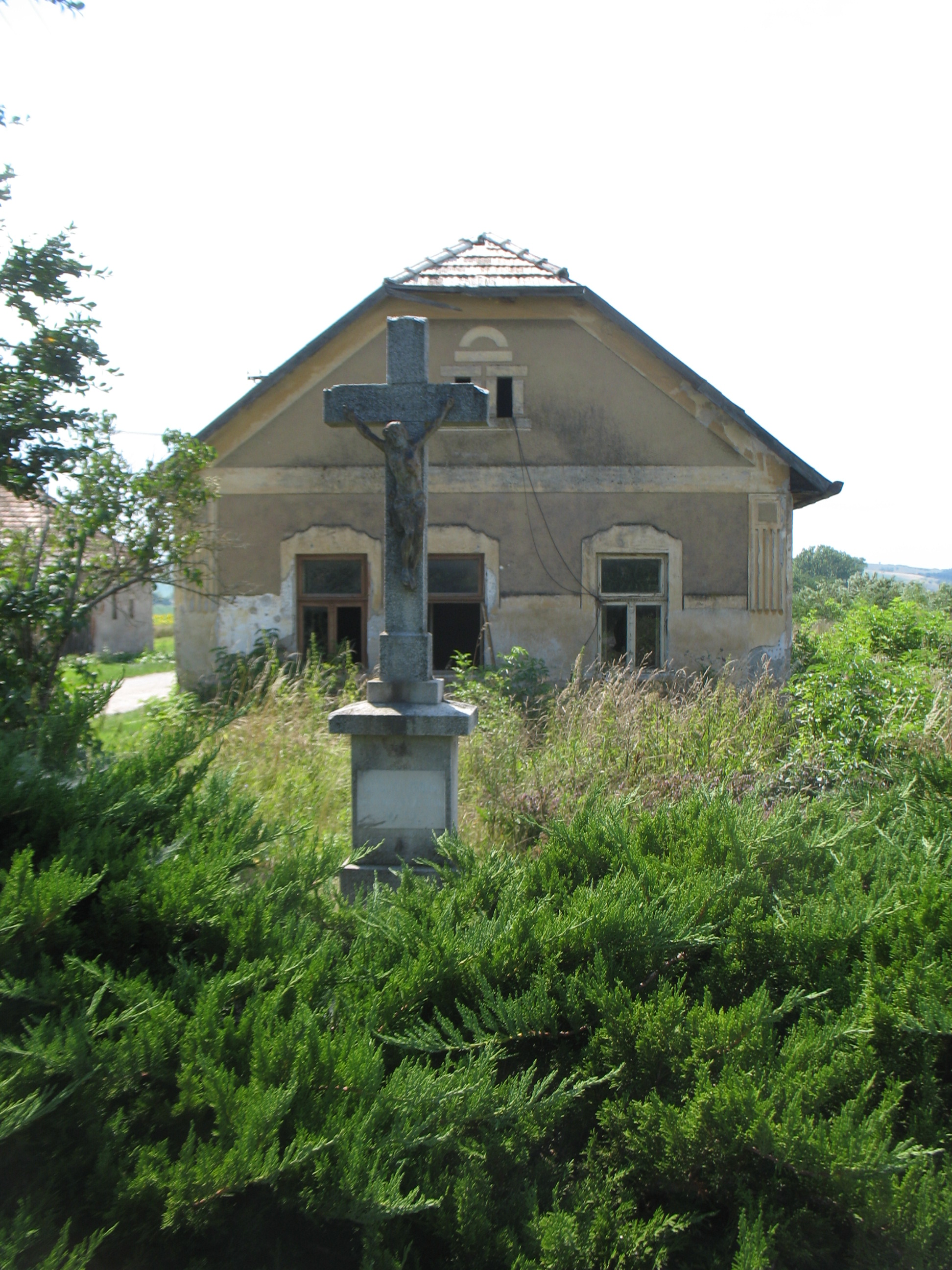
Kreuz und altes Haus im Ort

Die Gemeinde befindet sich im Südosten des Talkessels Rimavská kotlina (Teil der Juhoslovenská kotlina) am linken Ufer der Slaná. Das Ortszentrum liegt auf einer Höhe von 168 m n.m. und ist fünfeinhalb Kilometer von Tornaľa sowie 24 Kilometer von Rimavská Sobota entfernt.
Nachbargemeinden sind Tornaľa im Norden, Lenka im Osten, Kesovce im Südosten, Štrkovec und kurz Chanava im Süden, Rumince im Westen und Stránska im Nordwesten.

## Geschichte
Im heutigen Gemeindegebiet gab es bedeutende Siedlungen in der Bronzezeit, weiter gibt es Umrisse einer Aufschüttung eines Hügelgrabes der jüngeren Hallstattzeit.
Der Ort wurde zum ersten Mal 1332 als Mehy schriftlich erwähnt und war damals Teil des Herrschaftsguts der Burg Gemer, danach war er Besitz der Familie Méhy und anderen. 1427 sind in einem Steuerverzeichnis 25 Porta verzeichnet. 1828 zählte man 87 Häuser und 562 Einwohner, deren Haupteinnahmequelle Landwirtschaft war.
Bis 1918/1919 gehörte der im Komitat Gemer und Kleinhont liegende Ort zum Königreich Ungarn und kam danach zur Tschechoslowakei beziehungsweise heute Slowakei. Zwischen 1938 und 1944 lag er aufgrund des Ersten Wiener Schiedsspruches noch einmal in Ungarn.

## Bevölkerung
| Jahr                | 1994 | 2004     | 2014    | 2024    |
| ------------------- | ---- | -------- | ------- | ------- |
| Anzahl der Personen | 680  | 763      | 785     | 816     |
| Unterschied         |      | +12,20 % | +2,88 % | +3,94 % |

| Jahr                | 2023 | 2024    |
| ------------------- | ---- | ------- |
| Anzahl der Personen | 809  | 816     |
| Unterschied         |      | +0,86 % |

Gemäß der Volkszählung 2011 wohnten in Včelince 818 Einwohner, davon 545 Magyaren, 165 Slowaken, 95 Roma und zwei Tschechen. Elf Einwohner machten keine Angabe. 568 Einwohner bekannten sich zur römisch-katholischen Kirche, 92 Einwohner zur reformierten Kirche, 15 Einwohner zur evangelischen Kirche A. B., 13 Einwohner zu den Zeugen Jehovas, jeweils zwei Einwohner zur evangelisch-methodistischen Kirche sowie zur griechisch-katholischen Kirche und jeweils ein Einwohner zu den Mormonen sowie zur tschechoslowakischen hussitischen Kirche; ein Einwohner bekannte sich zu einer anderen Konfession. 98 Einwohner waren konfessionslos und bei 25 Einwohnern wurde die Konfession nicht ermittelt.

## Bauwerke
- römisch-katholische Kirche im Barockstil aus dem Jahr 1773
- Kapelle aus dem Jahr 1848